# Klaudius Bojunga
Klaudius Hermann Bojunga (* 17. Juni 1867 in Hannover; † 23. August 1949 in Frankfurt am Main) war ein deutscher Germanist, Pädagoge, Schulleiter, Fachautor und einer der Mitbegründer des Deutschen Germanistenverbandes sowie des Vereins für deutsche Bildung.

## Familie
Klaudius Hermann Bojunga, Sohn des Geheimen Justizrates Claudius Hermann Bojunga und dessen Ehefrau Charlotte Sophie Cäcilie (* 19. Juni 1838 in Lehe), geborene Meyn, heiratete am 6. Juli 1896 in Hannovers Gartenkirche St. Marien Charlotte Sofie Bertha Eleonore Gildemeister (* 17. April 1872 in Hannover; † 3. Dezember 1952 in Frankfurt am Main). Aus der Ehe gingen vier Kinder hervor: Gutmunt (?) Siegmund Friedrich (* 1898), Gudrun Siegrun Friedrun (* 2. Oktober 1900 in Hannover; † 1981, nannte sich wohl Siegrun-Gunna), Erwin Wolfgang Friedrich (* 22. August 1902 in Hannover; † 1973) und Friedrich Rüdiger Dankwart (* 20. November 1905).

## Schule und Studium
Bojunga besuchte in seiner Geburtsstadt das Städtische Lyzeum II (heute: Goethegymnasium), an dem er seine Reifeprüfung am 8. März 1886 ablegte. Nach seinem im Sommer 1888 begonnenen Studium an der Ruprecht-Karls-Universität in Heidelberg, der Philipps-Universität in Marburg und der Alma Mater Lipsiensis, unterbrochen von einer militärischen Dienstzeit als Einjährig-Freiwilliger, promovierte er 1890 in Leipzig mit dem Dissertationsthema Die Entwicklung der neuhochdeutschen Substantivflexion ihrem inneren Zusammenhange nach in Umrissen zum Doctor philosophiae (Dr. phil).
Sein Seminarjahr trat er am 1. Oktober 1894 am Gymnasium und Realgymnasium im ostfriesischen Leer an. Am 26. Oktober 1894 absolvierte er seine erste Lehramtsprüfung in Marburg, eine erweiterte Lehramtsprüfung am 30. Juni 1899. Sein Probejahr absolvierte er als Hilfslehrer ab dem 1. Oktober 1895 im Städtischen Lyzeum II in Hannover, an dem er sein Reifezeugnis erworben hatte, und ab 1. April bis 30. September 1896 am Fürstlichen Gymnasium Adolfinum zu Bückeburg. Am 1. Oktober 1896 trat er in den preußischen Schuldienst ein, am 23. April 1900 wurde er vereidigt, am 1. April 1904 wurde er zum Schuldirektor ernannt.

## Militärdienst
Als Einjährig-Freiwilliger absolvierte er seinen Dienst vom 1. Oktober 1890 bis zum 30. September 1891 in Hannover bei der 2. reitenden Batterie des preußischen Feldartillerieregiments Nr. 10 „von Scharnhorst“ (1. Hannoversches). Am 18. April 1895 wurde er zum Seconde-Lieutenant befördert. Am 28. Februar 1903 erhielt er die Landwehrdienstauszeichnung II. Klasse verliehen. Am 15. September 1905 wurde er zum Oberleutnant befördert. Am 23. Juli 1917 erhielt er das Großherzoglich Hessische Kriegsehrenzeichen, am 19. September 1917 das Verdienstkreuz für Kriegshilfe.

## Wirken
Ab 1. April 1900 unterrichtete Bojunga als Oberlehrer an der Höheren Töchterschule I mit Lehrerinnenseminar in Hannover, ab 1. April 1903 am dortigen Realgymnasium I.
Ab 1. April 1904 leitete Bojunga die Luisenschule in Magdeburg, ab 1. April 1906 dieselbe Schule mit realgymnasialer Forschungsanstalt.
Im Jahr 1908 wurde er zum Gründungsdirektor einer Schule im Großherzogtum Hessen berufen. Ab dem 1. April 1908 bis zum 31. März 1932 leitete er die Schillerschule mit Realgymnasialkursen in Frankfurt am Main, ab 1. April 1910 umfirmiert zu Schillerschule mit Studienanstalt realgymnasialer Richtung.
Ab 1940 wurde der 1932 pensionierte Oberstudiendirektor reaktiviert und als Lehrer an der Adolf-Hitler-Schule (zusammengelegte Adlerflychtschule und Klingerschule) im Gebäude der ehemaligen Adlerflychtschule im Frankfurter Nordend eingesetzt.
Er verstarb im Alter von 82 Jahren.

## Autorenschaft
Bojunga veröffentlichte didaktische Schriften, war als Mitautor einer Reihe von Schulbüchern zum Deutschunterricht beteiligt und veröffentlichte Artikel in pädagogischen Fachzeitschriften.

## Mitbegründer des Deutschen Germanistenverbandes
Im Jahr 1912 war er neben Friedrich Panzer und Johann Georg Sprengel Mitbegründer des Deutschen Germanistenverbandes und setzte sich mit diesen für das Konzept der Deutschkunde ein.

## Sonstige Aktivitäten
Bojunga wirkte als Mitarbeiter des Freien Deutschen Hochstifts und des Allgemeinen Deutschen Sprachvereins.

## Klaudius Bojunga und Helene Mayer
Klaudius Bojunga dispensierte die Schülerin Helene Mayer auf Ersuchen des Reichspräsidenten Paul von Hindenburg im Jahr 1928 vom Unterricht an der Frankfurter Schillerschule, damit die Fechterin nach ihrer Goldmedaille im Damenflorett, die sie bei den Spielen der IX. Olympiade in Amsterdam errungen hatte, in die Reichshauptstadt fahren konnte, um dort als Ehrenpreis der Reichsregierung eine Plakette entgegennehmen zu können.
Auf die schriftliche Anfrage eines Herrn Professors Schneider aus Dresden, der von Klaudius Bojunga eine Information über die „rassische Abstammung“ der Schülerin Helene Mayer wünschte, antwortete dieser: „Auf Ihre Anfrage kann ich Ihnen antworten, daß Helene Mayer israelitischer Religion ist. Den wissbegierigen Schülern können Sie dabei vielleicht zugleich mitteilen, daß die Zugehörigkeit zu dieser Religionsgemeinschaft für die Rassenzugehörigkeit wenig besagt, denn ein Blick auf ein Bild Helene Mayers zeigt jedem Kenner ja sofort, wie die Verhältnisse da liegen. Wie bei Rassenmischung so manchmal, mendelt sie eben völlig nach der arischen Seite“.

## Auszeichnung
- 1932 – Ehrenplakette der Stadt Frankfurt am Main[10]

## Werke (Auszug)
- Die Entwicklung der neuhochdeutschen Substantivflexion ihrem inneren Zusammenhange nach in Umrissen (Histoire de la flexion des substantifs en nouveau haut-allemand). Inaugural-Dissertation, Universität Leipzig, J. B. Hirschfeld, Leipzig 1890, OCLC 457091628.
- Die deutsche Wechselordnung. Helwing, Hannover 1893, OCLC 313102347.
- Kurzer Leitfaden der deutschen Sprachlehre für höhere Mädchenschulen. Norddeutsche Verlagsanstalt Goedel, Hannover 1902, OCLC 257533804.
- Welche Anforderungen sind an einen Leitfaden der deutschen Sprachlehre für höhere Mädchenschulen zu stellen? Norddeutsche Verlagsanstalt O. Goedel, Hannover 1903, OCLC 257746687.
- Schiller als Verkörperung der Hochziele des deutschen Volkes. Klotz, Magdeburg 1905, OCLC 698900845.
- Leitfaden der deutschen Sprachlehre für höhere Mädchenschulen und weiterführende höhere Lehranstalten für Mädchen. Norddeutsche Verlagsanstalt O. Goedel, Hannover 1909, OCLC 55571498.
- Handbuch für den deutschen Sprachunterricht in den oberen Klassen höherer Lehranstalten / 2, Zur Vers-, Stil- und Dispositionslehre. Norddeutsche Verlagsanstalt O. Goedel, Hannover 1909, OCLC 313632087.
- Der deutsche Sprachunterricht auf höheren Schulen. O. Salle, Berlin 1917, OCLC 679926385.
- mit Ernst Wasserzieher: Deutsche Sprachgeschichte – Anregungen und Beiträge zu ihrer Behandlung in der Schule. O. Salle, Berlin 1921, OCLC 72787868.
- Deutsche Sprache und deutsches Volkstum – Die Behandlung ihrer Zusammenhänge im Unterricht auf höheren Schulen. O. Salle, Berlin 1921, OCLC 1035336464.
- Lateinische Lieder fahrender Schüler aus der Stauferzeit. Freytag, Leipzig 1922, OCLC 257951287.
- Deutsche Sprachlehre. Verlag Moritz Diesterweg, Frankfurt am Main 1925, OCLC 1087695865.
- Germanische Wiedererstehung – Ein Werk über die germanischen Grundlagen unserer Gesittung. Hrsg. v. Hermann Nollau. Winter, Heidelberg 1926, OCLC 906152807.
- Aus der deutschen Laut- und Wortgeschichte. Norddeutsche Verlagsanstalt O. Goedel, Hannover 1927, OCLC 20116108.
- Mittelalterliche Nibelungensage und Nibelungendichtung im Unterricht auf der Obersekunda höherer Schulen. O. Salle, Berlin 1928, OCLC 1072975001.
- Vorschläge für die einheitliche Verdeutschung der Fachwörter in der deutschen Sprachlehre. Pierer, Altenburg (Thüringen) 1930, OCLC 1106943183.
- als Hrsg.: Zur Steigerung der Leistungen in den Berufs- und Fachschulen. Berlin 1937, OCLC 557628575.